# Coupe de Biélorussie de football 1998-1999
Navigation
Coupe de Biélorussie 1997-1998 Coupe de Biélorussie 1999-2000
La Coupe de Biélorussie 1998-1999 est la 8e édition de la Coupe de Biélorussie de football depuis la prise d'indépendance du pays en 1991. Elle prend place entre le 18 juillet 1998 et le 29 mai 1999, date de la finale au stade Dinamo de Minsk.
Un total de 32 équipes prennent part à la compétition, parmi lesquelles l'intégralité des participants à la première division 1998 auquel s'ajoute quatorze clubs de deuxième division et deux du troisième échelon.
La compétition suivant un calendrier sur deux années, contrairement à celui des championnats biélorusses qui s'inscrit sur une seule année, celle-ci se trouve de fait à cheval entre deux saisons de championnat ; ainsi pour certaines équipes promues ou reléguées durant la saison 1998, la division indiquée peut varier d'un tour à l'autre.
Le Belchina Babrouïsk remporte sa deuxième coupe nationale à l'issue de la compétition au détriment du Slavia Mazyr. Cette victoire permet au club de se qualifier pour le tour préliminaire de la Coupe UEFA 1999-2000.

## Seizièmes de finale
| Date            | Locaux                             | Score                | Visiteurs                      |
| --------------- | ---------------------------------- | -------------------- | ------------------------------ |
| 18 juillet 1998 | Svisloch-Krovlia Assipovitchy (D2) | 0 - 3                | (D1) Belchina Babrouïsk        |
| 18 juillet 1998 | Dinamo-Energogaz Vitebsk (D2)      | 3 - 3 ap (3 - 4 tab) | (D1) Naftan-Devon Novopolotsk  |
| 18 juillet 1998 | Polessié Kozenki (D2)              | 0 - 1                | (D1) Torpedo Minsk             |
| 18 juillet 1998 | FK Rahatchow (D2)                  | 0 - 1 ap             | (D1) FK Homiel                 |
| 18 juillet 1998 | Kommounalnik Svietlahorsk (D2)     | 0 - 0 ap (4 - 3 tab) | (D1) Kommounalnik Slonim       |
| 18 juillet 1998 | Vedrytch-97 Retchytsa (D2)         | 0 - 9                | (D1) BATE Borisov              |
| 18 juillet 1998 | ZLIN Homiel (D2)                   | 0 - 4                | (D1) Dniepr-Transmach Mahiliow |
| 18 juillet 1998 | Veras Niasvij (D3)                 | 0 - 2                | (D1) Slavia Mazyr              |
| 18 juillet 1998 | Torpedo Jodzina (D2)               | 2 - 3                | (D1) Dinamo Minsk              |
| 18 juillet 1998 | Belkard Hrodna (D2)                | 0 - 3                | (D1) Torpedo-Kadino Mahiliow   |
| 18 juillet 1998 | FK Lida (D2)                       | 0 - 1                | (D1) FK Maladetchna            |
| 18 juillet 1998 | FK Biaroza (D2)                    | 1 - 2 ap             | (D1) Nioman Hrodna             |
| 18 juillet 1998 | Zvyazda-VA-BDU Minsk (D3)          | 2 - 2 ap (5 - 4 tab) | (D1) Dinamo-93 Minsk           |
| 18 juillet 1998 | Pinsk-900 (D2)                     | 1 - 2                | (D1) Chakhtior Salihorsk       |
| 18 juillet 1998 | FK Veïna (D2)                      | 0 - 4                | (D1) Lokomotiv-96 Vitebsk      |
| 18 juillet 1998 | Dinamo-Iouni Minsk (D2)            | 0 - 1                | (D1) Dinamo Brest              |

## Huitièmes de finale
| Date              | Locaux                         | Score                | Visiteurs                      |
| ----------------- | ------------------------------ | -------------------- | ------------------------------ |
| 23 septembre 1998 | BATE Borisov (D1)              | 7 - 1                | (D3) Zvyazda-VA-BDU Minsk      |
| 23 septembre 1998 | Torpedo Minsk (D1)             | 2 - 1                | (D2) Kommounalnik Svietlahorsk |
| 23 septembre 1998 | Torpedo-Kadino Mahiliow (D1)   | 0 - 2                | (D1) Nioman Hrodna             |
| 23 septembre 1998 | Dniepr-Transmach Mahiliow (D1) | 2 - 0                | (D1) Naftan-Devon Novopolotsk  |
| 23 septembre 1998 | Dinamo Brest (D1)              | 0 - 2                | (D1) FK Homiel                 |
| 23 septembre 1998 | Belchina Babrouïsk (D1)        | 3 - 0                | (D1) Lokomotiv-96 Vitebsk      |
| 23 septembre 1998 | FK Maladetchna (D1)            | 1 - 1 ap (8 - 7 tab) | (D1) Chakhtior Salihorsk       |
| 23 septembre 1998 | Dinamo Minsk (D1)              | 2 - 4                | (D1) Slavia Mazyr              |

## Quarts de finale
| Date          | Locaux                     | Score | Visiteurs                      |
| ------------- | -------------------------- | ----- | ------------------------------ |
| 30 avril 1999 | BATE Borisov (D1)          | 2 - 1 | (D1) Dniepr-Transmach Mahiliow |
| 30 avril 1999 | Nioman-Belkard Hrodna (D1) | 0 - 1 | (D1) Belchina Babrouïsk        |
| 30 avril 1999 | FK Homiel (D1)             | 0 - 1 | (D1) Slavia Mazyr              |
| 30 avril 1999 | FK Maladetchna (D1)        | 1 - 3 | (D1) Torpedo-MAZ Minsk         |

## Demi-finales
| Date        | Locaux                  | Score | Visiteurs              |
| ----------- | ----------------------- | ----- | ---------------------- |
| 11 mai 1999 | Belchina Babrouïsk (D1) | 1 - 0 | (D1) Torpedo-MAZ Minsk |
| 11 mai 1999 | Slavia Mazyr (D1)       | 2 - 1 | (D1) BATE Borisov      |

## Finale
| Entraîneur :    |
| Ivan Savostikov |

| Entraîneur :        |
| Aleksandr Kuznetsov |

| Entraîneur :    |
| Ivan Savostikov |

| Entraîneur :        |
| Aleksandr Kuznetsov |